# Saint-Brice-sur-Vienne
 Saint-Brice-sur-Vienne  (en occitano Sent Brecis) es una población y comuna francesa, situada en la región de Lemosín, departamento de Alto Vienne, en el distrito de Rochechouart y cantón de Saint-Junien-Est.

## Demografía
| 1274 | 1242 | 1121 | 1274 | 1431 | 1396 | 1482 |
| Para los censos de 1962 a 1999 la población legal corresponde a la población sin duplicidades (Fuente: INSEE [Consultar]) |      |      |      |      |      |      |